# 卡魏爾 (澳大利亞國會選區)
卡魏爾選區（英語：Division of Calwell），是澳大利亞維多利亞州的下議院選區，位於該州首府墨爾本北郊。面積504平方公里。
選區始於1984年，選區名紀念移民部長、工黨領袖亞瑟·卡魏爾。本區是工黨的安全選區。2001年起當區議員是瑪利亞·瓦姆瓦基努。